# La Bosse-de-Bretagne

La Bosse-de-Bretagne este o comună în departamentul Ille-et-Vilaine, Franța. În 1 ianuarie 2022 avea o populație de 691 de locuitori.